# Карсакбаев, Абдулла
Абдулла (Абдолла) Карсакбаев (2 октября 1926, с. Каракастек, ныне Жамбылский район, Алматинская область, Казахстан — 2 сентября 1983, Алма-Ата, Казахская ССР) — советский казахский кинорежиссёр, заслуженный деятель искусств Казахской ССР (1978).

## Биография
Происходит из рода шапырашты. В 1956 году окончил режиссёрский факультет ВГИКа (мастерская М. Э. Чиаурели и И. А. Пырьева).
В 1947-1983 годах работал режиссёром на студии «Казахфильм», где участвовал в создании художественных фильмов «Мать и сын» (1955), «Если бы каждый из нас…» (1961, оба совместно с режиссёром (С. К. Ходжиковым), «Крылатый подарок» (1956, совместно с А. Слободником и Э. И. Файком), «Ботагоз» (1957, совместно с Е. Е. Ароном).
Поставил художественные фильмы на историко-революционные темы: «Тревожное утро» (1968), «Погоня в степи» (1979, серебряная медаль ВДНХ СССР).
Экранизировал в основном детские фильмы: «Меня зовут Кожа» (1963, совместно с Т. Б. Дуйсебаевым, дипломы смотра-соревнования кинематографистов Средней Азии и Казахстана в 1964 году, Международного кинофестиваля в Каннах в 1967 году), «Путешествие в детство» (1969), «Брат мой» (1972), «Беги, пока не поздно» (1974, телефильм), «Эй, вы, ковбои!» (1975), «Алпамыс идёт в школу» (1976, главный приз в конкурсе детских фильмов 10-го Всесоюзного кинофестиваля в Риге 1977 года), «Солёная река детства» (1983).
Поставил также хроникально-документальные ленты: «Народные ремёсла казахов» (1958), «Тургайские горизонты» (1963), «Черкасская оборона» (1970), «Актюбинск» (1978).
Скончался 2 сентября 1983 года, похоронен на Кенсайском кладбище.

## Фильмография
- 1963 — Меня зовут Кожа (совместно с Т. Б. Дуйсебаевым)
- 1968 — Тревожное утро
- 1969 — Путешествие в детство
- 1972 — Брат мой
- 1975 — Эй, вы, ковбои!
- 1976 — Алпамыс идёт в школу
- 1979 — Погоня в степи
- 1983 — Солёная река детства

## Память
24 июля 2001 года имя Абдоллы Карсакбаева было присвоено Жанакурылысской средней школе Узынагашского аульного округа Жамбылского района Алматинской области.